# Stephanie Rothman

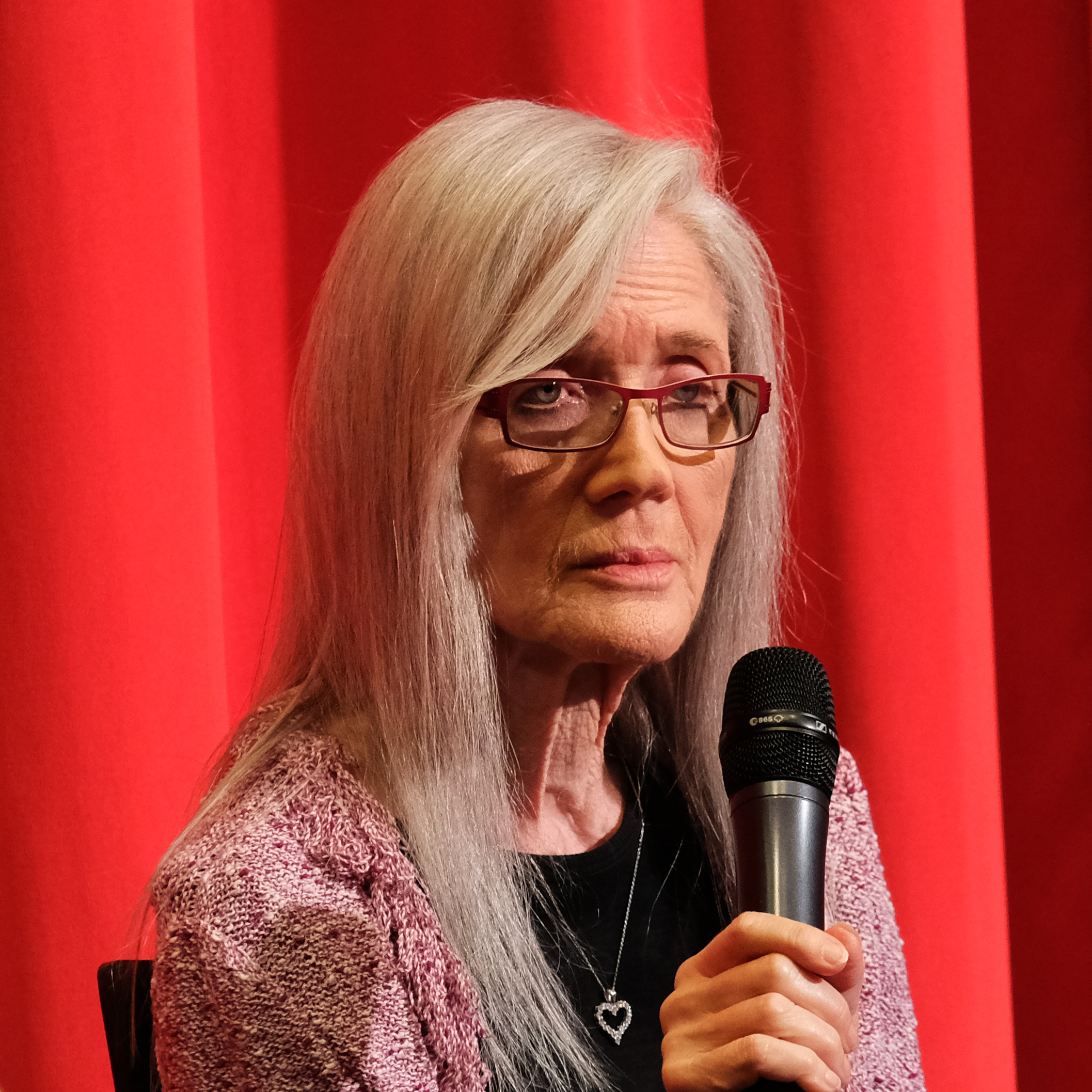
Stephanie Rothman (2024)

Stephanie Rothman (* 9. November 1936 in Paterson, New Jersey) ist eine US-amerikanische Filmregisseurin, -autorin und -produzentin, die in den 1960er- und 1970er-Jahren Exploitationfilme drehte, hauptsächlich für Roger Corman. Sie ist eine von wenigen US-amerikanischen Filmemacherinnen ihrer Epoche. Rothmans Filme gehorchen den Regeln des Exploitation-Genres, zeichnen sich darüber hinaus jedoch durch den Einsatz von Techniken des Experimentalfilms und durch ihren Humor aus. Rothman stellte oft die Erfahrungswelt von Frauen in den Mittelpunkt des Geschehens und integrierte aktuelle gesellschaftliche Themen in die Handlung ihrer Filme.

## Leben und Werk

### Ausbildung
Rothman studierte in den 1950er-Jahren Soziologie an der University of California in Los Angeles und in Berkeley und schloss mit dem Bachelor ab. Nachdem Das siebente Siegel und Wege zum Ruhm ihr Interesse am Filmemachen geweckt hatten, begann sie 1962 ein Filmstudium an der University of Southern California. Sie erhielt als erste Frau ein Stipendium der Directors Guild of America. Aufgrund dieser Auszeichnung und wegen ihrer guten Leistungen an der Universität heuerte der Exploitationfilm-Regisseur Roger Corman sie noch während des Studiums als Assistentin an.

### Arbeit für Roger Corman

#### Operacija ticijan / Operation TitanakaBlood BathakaTrack of the Vampire
Mitte der 1960er Jahre übernahm sie einen Film, dessen Ausgangsmaterial ein eher zäher jugoslawischer Krimi mit dem Titel Operacija ticijan / Operation Titan war. Corman hatte die Rechte an dem Werk erworben, um es umzuschneiden, mit neuen Szenen auszustatten und als Fernsehfilm Portrait in Terror zweitzuverwerten. Da ihm die bereits stark nachbearbeitete Fassung immer noch unbrauchbar für den US-Markt erschien, beauftragte er zunächst den Regisseur Jack Hill mit einer weiteren Schnittfassung und zusätzlicher Handlung rund um einen verrückten, Modelle-mordenden Maler. Hill drehte diese Szenen in Südkalifornien und nannte seine Version des Films Blood Bath. Corman war jedoch immer noch nicht zufrieden und engagierte nun Stephanie Rothman, die einige von Hills Szenen entfernte, wieder umschnitt und Vampirfilm-Elemente neu drehte. Laut Rothman war die von Corman für gut befundene Idee, in den zusätzlichen Szenen Figuren zu zeigen, die sich deutlich von den restlichen Protagonisten unterschieden. Der im Kino als Blood Bath vermarktete Film wurde später für die TV-Verwertung durch weitere Szenen verlängert und hieß in dieser Fassung Track of the Vampire. Anschließend nahm Rothman ein Engagement als Associate Producer und Second-Unit-Regisseurin für Lennie Weinribs Teenager-Komödie Beach Ball an.

#### It's a Bikini World
Stephanie Rothmans erster eigener Film für die Corman Factory war die Strand-Party-Komödie It's a Bikini World. Produktionsbeginn war 1965, der Film kam jedoch erst zwei Jahre später in die Kinos. Rothman zeigt die genretypischen Elemente: spärlich bekleidete Teenager in Liebesnöten, die in Strandbars zur Musik von angesagten Bands tanzen und sich sportliche Wettkämpfe liefern. Untypisch für das Genre legt sie Wert auf die Gleichheit der Geschlechter: Protagonistin Delilah ist dem Protagonisten Mike sportlich und intellektuell ebenbürtig, in humorvollen Dialogen werden Klischees hinterfragt. Den Auftritt der Animals mit dem Song We Gotta Get Out Of This Place schneidet sie wie einen kritischen Kommentar zum unpolitischen Teenagerspaß. Den recht statischen Auftritt der Band The Toys gestaltet sie durch wechselnde Einstellungen dynamisch. In der Eingangssequenz filmt sie auf einem Trampolin herumtollende Jugendliche im Wechsel mit Comic-Sprechblasen, auf denen die Besetzung angezeigt wird. Laut Rothman selbst war dieses Pop-Art-inspirierte Intro zur Drehzeit 1966 noch etwas Neues. Als der Film ein Jahr später herauskam, hatte sich diese Optik jedoch schon abgenutzt. Rothman gab später zu Protokoll, It's a Bikini World zeige, dass sie einen Langfilm drehen könne – das sei das Wichtigste für sie.

#### Student Nurses
Ausgehend vom Erfolg des Dramas The Babysitter von Don Henderson wünschte sich Corman Ende der 1960er Jahre einen Film, der vier Krankenschwestern plus jede Menge Sex und nackte Haut zeigen sollte. Rothman machte daraus Student Nurses (1970), der sich neben diesen Dingen mit den sozialen und kulturellen Fragen der damaligen Zeit beschäftigte. Der Film erzählt von vier Schwesternschülerinnen, die unterschiedliche Vorstellungen vom Leben haben und unterschiedlichen Herausforderungen gegenüberstehen. Gemeinsam ist ihnen, dass sie keinen Ehemann suchen und sich auch nicht ständig mit Kleidung und ihrem Aussehen beschäftigen – wie es sonst oft in damaligen Drehbüchern stand. Stattdessen wird ihre berufliche Laufbahn thematisiert und am Ende des Films macht jede der Frauen ihren Abschluss als Krankenschwester. Rothman ordnet ihren vier Heldinnen je einen eigenen filmischen Stil zu, von klassischem Hollywood zu Dokumentar- oder Experimentalfilm-Ästhetik. Gleich zu Filmanfang bedient die Regisseurin die Erwartungen des Exploitation-Publikums und zeigt Sex, Gewalt und nackte Haut während einer versuchten Vergewaltigung. Ungewöhnlich ist dabei, dass der Überfall nicht als erotisch aufgeladene Szene gezeigt wird. Krankenschwester Lynn befreit sich aus eigener Kraft aus den Fängen des namenlosen Angreifers. Anschließend wird der Täter durch eine Beruhigungsspritze in die entblößte Pobacke bestraft. Hatte Rothman mit Bikini World das Schlusslicht an die Welle der Strand-Party-Komödien gesetzt, so begründete Student Nurses einen eigenen Trend: Aufgrund seines Erfolgs entstanden eine Reihe von Schwesternschülerinnen-Filmen bei New World Pictures, Roger Cormans Produktionsfirma.
Kontroverse um The Big Dollhouse
Aufgrund der guten Einspielergebnisse von Student Nurses übergab Corman 1970 Rothman und ihrem Mann Charles Swartz vertretungsweise die New World-Produktionsleitung, während er im Ausland drehte. Außerdem bat er Rothman, an einem neuen Frauengefängnisfilm mitzuarbeiten. Er beauftragte sie, das Drehbuch zu überarbeiten, notfalls ohne Mitwirkung von Jack Hill, der ihm das Projekt vorgeschlagen hatte. Die Zusammenarbeit mit Hill, der Rothman die Übernahme seines Films Blood Bath nachtrug, gestaltete sich schwierig. Deswegen engagierte Rothman den Drehbuchautor Don Spencer mit der Bearbeitung des Skripts. Corman nickte dieses Drehbuch ab und bat Rothman, auch die Regie des Films zu übernehmen. Rothman lehnte jedoch ab, da sie den Stoff frauenverachtend fand und bereits die Arbeit am Drehbuch nur aus alter Verbundenheit mit Corman erledigt hatte. Corman übergab die Regie nun wieder an Jack Hill, Rothman und Swartz verantworteten das Marketing des Streifens, der als The Big Doll House Exploitationfilmgeschichte schrieb. Jack Hill gab später zu Protokoll, er habe sich mit Rothman um die Regie des Films gestritten, und einige Filmkritiker schrieben, Rothman habe Hill den Film wegnehmen wollen. Die in ihrer Ehre gekränkte Rothman verteidigte sich 2010 mit einem Beitrag im Filmblog Temple of Schlock gegen diese Vorwürfe.
The Velvet Vampire
1971 widmete sich Rothman dem Vampirfilm-Genre: The Velvet Vampire wurde in der Mojave-Wüste und in den Hollywood Hills für ein Budget von 165.000 Dollar gedreht. Die Vampirfigur ist eine Frau, da Rothman die sonst übliche Passivität der weiblichen Rollen in Vampirfilmen langweilig fand. In Rothmans Film lockt Vampirin Diane LeFanu ein junges Paar in ihr Haus in der Wüste. Zunächst verführt sie den Ehemann Lee, später die Ehefrau Susan. Lee wird von der Vampirin getötet, Susan flieht und liefert sich eine Verfolgungsjagd mit Diane. Der verhältnismäßig unblutige Film voller surrealistischer Momente und psychedelischer Musik sorgte nur bei einem Teil des Test-Publikums für Begeisterung. Roger Corman ließ deswegen eine Szene nachdrehen, in der ein Automechaniker mit einer Heugabel aufgespießt wird.

### Beteiligung an Dimension Pictures und Ausstieg aus der Filmbranche
1972 verließ Rothman Cormans Produktionsfirma New World Pictures. Ihrer Biografin Alicia Kozma gegenüber berichtete sie, Corman habe ihr und ihrem Mann immer weniger gezahlt, zum Schluss sei es zu wenig zum Leben gewesen. Man sei aber im Guten auseinandergegangen. Anderen Quellen zufolge machte sich Rothman selbständig, als Corman die Regie für den Film Die Faust des Rebellen 1972 nicht ihr, sondern Martin Scorsese überließ. Zusammen mit Charles S. Schwartz beteiligte sie sich an der unabhängigen Produktionsfirma Dimension Pictures. Sie war dort maßgeblich an der Entwicklung und Vorbereitung von Filmprojekten beteiligt, schrieb Drehbücher und führte Regie.
Group Marriage
Einer der ersten Filme, die Rothman für Dimension drehte, war Group Marriage (1973). Es handelt sich dabei um die einzige reine Komödie der Regisseurin. Automechanikerin Chris bandelt darin mit dem technisch unbegabten Bewährungshelfer Dennis an. Nach anfänglicher Eifersucht fangen auch die Partner der beiden, Sander und Jan, etwas miteinander an. Die vier beschließen, zusammenzuziehen. Es kommen noch Rettungsschwimmer Phil und Anwältin Elaine dazu, und schließlich feiern die sechs mit einem gemeinsam genossenen Glas Wein „Gruppenhochzeit“. Erst als Nachbarschaft und Presse von der unorthodoxen Konstellation Wind bekommen, gibt es Probleme.

#### Männer wie Tiger
Im gleichen Jahr entstand Männer wie die Tiger: Dimension-Mehrheitsaktionär Larry Woolner hatte sich von Rothman einen Frauengefängnisfilm mit einer schwarzen Hauptdarstellerin gewünscht. Die Produktion gestaltete sich schwierig, u. a. weil sich die Hauptdarstellerin Ena Hartman zu Beginn der Dreharbeiten den Fuß verletzte. Das Filmteam hatte während des Drehs mit heftigem Regen zu kämpfen und musste schweres Equipment zu Fuß über schwieriges Gelände schleppen, weil es kein Fahrzeug gab. Die Handlung dreht sich um verurteilte Mörderinnen und Mörder, die auf einer Gefängnisinsel sich selbst überlassen werden. Einige der Gefangenen werden von dem autoritären Bobby und seinen Kumpanen terrorisiert, die Frauen müssen tagsüber Pflüge ziehen und werden abends von den Männern vergewaltigt. Der Protagonistin Carmen und einigen anderen Frauen gelingt die Flucht, sie schließen sich einer Rebellengruppe an. Die Frauen überreden die Rebellen, Bobby und seine Schergen mithilfe von selbstgebastelten Bomben zu vertreiben und zu entmachten. Der Plan gelingt, und die Gefangenen leben von nun an glücklich und gleichberechtigt in einer Art Kommune zusammen. Männer wie Tiger war einer der ersten Filme mit Tom Selleck, er spielt den Inselarzt Dr. Norman Milford.

#### The Working Girls
Rothmans letztes Werk The Working Girls (1974) entstand, als eine kanadische Verleihfirma einen Film beauftragte, bei dem es wie in The Student Nurses um die Abenteuer von jungen Frauen gehen sollte. Jurastudentin Jill verdient ihren Lebensunterhalt widerwillig in einem Stripclub. Honey kommt mittellos vom Land nach Los Angeles und verdingt sich als schlechtbezahlte Begleiterin eines Millionärs. Künstlerin Denise malt Werbeplakate und schlägt sich als Hausverwalterin durch. Laut ihrer Biografin Alicia Kozma stellt The Working Girls, der dem Sexploitation-Genre zugeordnet wird, Rothmans persönlichsten und melancholischsten Film dar. Laut Rothman selbst ist es „ein ernsthafter Film über drei junge Frauen, die keinen richtigen Job finden und die niemand ernst genug nimmt“.
Im Gegensatz zu anderen Corman-Protegés wie Scorsese oder Francis Ford Coppola war es Rothman nicht möglich, im Mainstream Karriere zu machen. Sie selbst gab zu Protokoll, dass sie als Frau und ehemalige Exploitation-Filmemacherin keine Chance bei größeren Produktionen bekam. Nachdem sie zehn Jahre lang erfolglos versucht hatte, im Hollywood-Studiosystem Fuß zu fassen, beendete sie 1984 ihre Filmlaufbahn. Sie wurde zunächst Lobbyistin für eine Lehrer-Gewerkschaft, anschließend wechselte sie ins Immobiliengeschäft.
Als Filmemacherin geriet Rothman zunächst in Vergessenheit. Ab und zu wurde sie in Fachzeitschriften und filmwissenschaftlichen Arbeiten erwähnt, z. B. wenn feministische Filmkritikerinnen wie Bev Zalcock, Claire Johnston und Pam Cook über sie schrieben. Von Zeit zu Zeit wurden ihre Werke auf Frauen-Filmfestivals gezeigt.

### Späte Würdigungen
Im Sommer 1999 wurden Rothmans Filme im Programm der Retrospektive „Die Klasse von 1970“ auf dem Locarno Film Festival gezeigt. Mit der Reihe wurden eigentlich Roger Corman und Joe Dante geehrt. Im November desselben Jahres organisierten die Macherinnen der Feminale in Köln eine Konferenz zum Thema Exploitation im Film und Feminismus, bei der Rothman zu Gast war. Die Feminale-Macherinnen Carla Despineux und Verena Mund waren über einen Screen-Artikel aus dem Jahr 1976 von Pam Cook auf Rothman aufmerksam geworden.
2007 widmete die Viennale Rothman eine eigene Reihe mit dem Titel A Place Of One's Own.
Anfang der 2020er Jahre wurden fünf von Rothmans Werken vom Museum of Modern Art und vom Academy Film Archive restauriert. Anschließend wurden die Filme u. a. auf der Biennale von Venedig, in Bologna, Zürich und im Frankfurter DFF präsentiert, teils in Anwesenheit der Regisseurin. Die restaurierten Kopien sind jetzt Bestandteil der Sammlung des MoMa.

## Rezeption
1976 schrieb die Filmjournalistin und -wissenschaftlerin Pam Cook in der Zeitschrift Screen über Stephanie Rothman. Cook stellt fest, dass Rothmans Filme sich innerhalb der Genreskonventionen bewegten und es sich deswegen nicht um „feministische Filme“ handle. Innerhalb dieser Konventionen verfolge Rothman jedoch „eigene Interessen“. Sie arbeite Widersprüche und Bedeutungsverschiebungen ein und stelle damit „patriarchale Mythen“ in Frage. So gründen in Männer wie Tiger die stereotyp angelegten Protagonisten untypischerweise eine matriarchal-friedliche utopische Gemeinschaft. Mit diesem subversiven Vorgehen helfe Rothman dabei, eine eigene weibliche Filmsprache zu finden.
Die Filmkritikerin Cristina Nord beschrieb Stephanie Rothman 2007 als „Legende, von der nur wenige wissen“. Das übersichtliche Œuvre der Filmemacherin halte sich an die Spielregeln des Exploitation-Genres, Rothman habe ihre Filme also immer in kurzer Zeit abgedreht, wenig Budget zur Verfügung gehabt und zeige „das nötige Maß an Oberflächenreizen“. Gleichzeitig greife Rothman soziale Fragen auf und sei vom „liberalen Geist der späten 60er-Jahre“ inspiriert, ohne ihm unkritisch zu verfallen. Sie arbeite mit Techniken des Experimentalfilms wie Parallelmontagen, eingeflochtenes dokumentarisches Material, Überblendungen, Traumsequenzen und Jump Cuts. Während die Handlung in anderen Exploitation-Filmen oft durch Sadismus motiviert sei, würden in Rothmans Filmen Spaß und Hedonismus betont. Rothman stelle Frauen und ihre Erfahrungswelt in den Mittelpunkt und lasse ihre weiblichen Figuren schlagfertig agieren. Sie spiele mit Gender-Stereotypen und setze in „The Student Nurses“ eine Abtreibung in Szene. Rothmans Filme seien laut Nord deswegen „feministisch aufgeladen“.
In einem Text des DFF aus dem Jahr 2024 wird Stephanie Rothman als erste Frau gewürdigt, die für Roger Cormans Produktionsfirma Regie führte. Cormans Befürchtungen, sie werde das männliche Publikum vergraulen, wurden nicht bestätigt, im Gegenteil habe z. B. Rothmans The Student Nurses viel Geld für Corman verdient. Das bewundernde Etikett „feministisches Exploitationstudio“ für Cormans Produktionsfirma gehe auf Rothmans Filme zurück. Kennzeichnend für Rothmans Werk sei, dass sie aktuelle gesellschaftliche Themen wie die Abtreibungsdebatte oder die Diskussion um die Abschaffung der Todesstrafe in ihre Filme integriert habe.
Der Kurator Dave Kehr verantwortete mit Rothman die Restauration ihrer 35mm-Kopien für das MoMa. 2024 beschrieb er sie als eine der ersten Filmemacherinnen, die im Horror- und Exploitation-Genre gearbeitet hatten. Besonders sei dabei auch, dass sie die kreative Kontrolle über ihr Werk behalten habe. Zwischen Ida Lupino in den 1950er Jahren und Elaine May in den 1970er Jahren sei sie seines Wissens die einzige regieführende Frau im US-amerikanischen kommerziellen Kino gewesen.
Anlässlich von Werkschauen in Bristol und London im Sommer 2025 schrieb Rachel Pronger im britischen The Guardian, derzeit laufe eine Welle von Restaurierungen an – teils dank einer neuen Wertschätzung für weibliches „Trash“-Kino. Ein „rothmanesker“ Geist lasse sich in den Arbeiten von Rose Glass (Saint Maud, Love Lies Bleeding), Coralie Fargeat (The Substance), Prano Bailey-Bond (Censor) und Julia Ducournau erkennen, der Regisseurin von Raw und dem mit der Goldenen Palme ausgezeichneten Body-Horror Titane.

## Filmografie
- 1965: Voyage to the Prehistoric Planet – Produktion
- 1965: Beach Ball – Produktion
- 1966: Queen of Blood – Produktion
- 1966: Blood Bath / Track of the Vampire – Buch, Regie (zusammen mit Jack Hill)
- 1967: It's a Bikini World – Buch, Regie
- 1970: The Student Nurses – Produktion, Buch, Regie
- 1971: The Velvet Vampire – Buch, Regie
- 1973: Sweet Sugar – Buch
- 1973: Group Marriage – Buch, Regie
- 1973: Männer wie die Tiger (Terminal Island) – Buch, Regie
- 1974: The Working Girls – Buch, Regie
- 1977: Ruby – Regie (uncr.)